# Екстрафлоральні нектарники

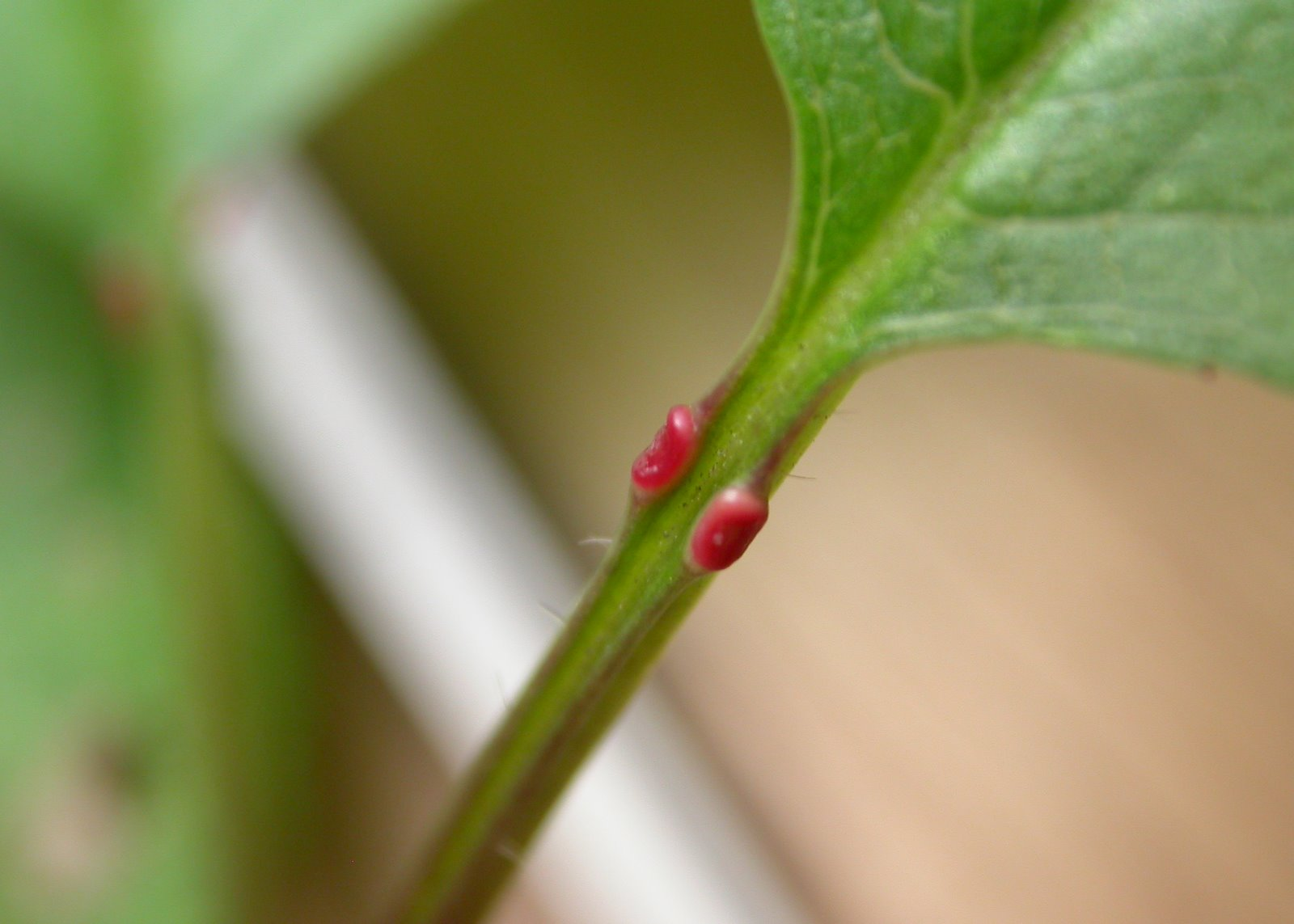
Екстрафлоральні нектарники на черешні

Екстрафлоральні нектарники — нектарні залози у вищих рослин, розташовані поза межами квітки (на квітконіжках, прилистки, стеблах, листі). Про походження екстрафлоральних нектарників існує декілька теорій, за однією з яких вони потрібні для виведення зайвих цукрів. Зовні екстрафлоральні нектарники являють собою червонуваті здуття діаметром приблизно 2 мм, що розташовуються на пагоні. У черешні вони розташовуються біля основи листка.